# Darien (Georgia)
Darien – miasto w Stanach Zjednoczonych, w stanie Georgia, siedziba administracyjna hrabstwa McIntosh.